# El·lagitanina
Els el·lagitanins, en anglès: ellagitannins, són una classe de tanins hidrolitzables, un tipus de polifenols formats principalment per unions oxidatives de grups gal·loil en 1,2,3,4,6-pentagal·loil glucosa. Les el·laitanines difereixen dels gal·lotanins, en la forma com s'enllacen els grups gal·lioil.
Les el·lagitanines generalment formen macrocicles i, en canvi, els gal·lotanins no ho fan.

## Exemples

Casuarictina, una el·lagitanina obtinguda de l'arbre australià Casuarina stricta

- Castalagina
- Castalina
- Casuarictina
- Grandinina
- Punicalagina
- Punicalina
- Roburina A
- Tel·limagrandina II
- Terflavina B
- Vescalagina

## Biosíntesi
No és gaire coneguda però se sap que la biosíntesi comença quan la molècula de glucosa forma un complex amb l'àcid gàl·lic.

## Presentació a la natura
Se sap que els el·lagitanins es troben en plantes angiospermes dicotiledònies i especialment en espècies de l'ordre taxonòmic Myrtales.
Per exemple es troben en els gerds i en el magraner.

## Recerca mèdica
S'ha investigat l'efecte dels el·lagitanins com antioxidants, anticàncer, antivirus, antimicrobians i antiparàsit i també per a regular el nivell de la glucosa en la sang.